# Eric Maskin
Eric Maskin (né le 12 décembre 1950 à New York) est un économiste américain. En 2007, il est co-lauréat du Prix de la Banque de Suède avec Leonid Hurwicz et Roger Myerson.
Spécialiste de la théorie des jeux, il est reconnu pour avoir participé au lancement de la théorie des mécanismes d'incitation.

## Biographie
Eric Maskin effectue ses études en mathématiques appliquées à Harvard où il obtient un Bachelor of Arts en 1972, un Master of Arts en 1974 et un doctorat. en 1976.
Il passe une bonne partie de sa carrière académique à l'Université de Cambridge : il est fellow au Jesus College de 1976 à 1977, au Churchill College de 1980 à 1982 et au Saint John's College de 1987 à 1988. 
Il est professeur d'économie au MIT de 1977 à 1984, à Harvard de 1985 à 2000 et à Princeton de 2000 à 2012. Il retourne à Harvard en 2012 en tant que professeur d'économie et de mathématiques.
Il fut le directeur de thèse de l'économiste français Jean Tirole, lauréat du Prix Nobel d'économie en 2014.
Dans une tribune publiée dans Le Monde en avril 2017, il fait partie des 25 prix Nobel d'économie dénonçant le programme anti-européen de Marine Le Pen pour les élections présidentielles françaises.
En septembre 2017, Eric Maskin a reçu le titre de professeur  honoris causa de HEC Paris.

## Distinctions
- Doctorat honoris causa de l'Université du Cambodge (2010)[4]